# Quarto Reich
Quarto Reich (in tedesco: Viertes Reich) è un termine che si riferisce alla possibilità di un ritorno della Germania Nazista nella terza guerra mondiale un equivalente sogno di dominio del mondo in chiave totalitaria e militarista.

## Origine del termine
Il 7 maggio 1945 viene firmata la resa delle 3 Sezioni della Wehrmacht dal colonnello generale Jodl e dal generale ammiraglio von Friedeburg a nome del Grande Ammiraglio Karl Dönitz, presso il comando alleato del fronte occidentale a Reims, davanti ai rappresentanti militari delle potenze vincitrici. Dönitz fu scelto da Adolf Hitler come suo successore a Presidente del Reich e in tale veste divenne l'ultimo capo della Germania nazista nel cosiddetto “Governo di Flensburg”. La resa fu firmata a nome di Dönitz che era capo militare, ma al contempo anche politico del Reich. Formalmente però fu una resa militare dell'esercito, non politica del 3º Reich. Hitler, nel testamento che lasciò prima del suicidio, incaricò Dönitz di continuare la sua opera e le future generazioni di tedeschi di contribuire a una nuova Germania nazionalsocialista.
Dopo la seconda guerra mondiale, per la sua politica conservatrice, nel 1954 l'Unità definì il cancelliere della Germania Ovest Konrad Adenauer «capo del quarto Reich» L'espressione fu poi utilizzata nel 1966, quando il politico Kurt Georg Kiesinger fu nominato cancelliere della Germania Ovest. Le critiche mosse nei confronti di Kiesinger, sostenevano che avesse avuto rapporti col regime hitleriano, e che la sua fosse la prima pietra posata per la nascita del Quarto Reich. Negli USA, venne citata dal procuratore distrettuale di New Orleans Jim Garrison - che si occupava delle indagini sull'assassinio di Kennedy - in un rapporto per la CIA, chiamato "The rise of the Fourth Reich".

## Il dibattito
Alcuni sostenitori delle teorie del complotto vedono scenari possibili al ritorno del nazismo come potenza mondiale, esistono vari scritti al riguardo che hanno studiato le azioni e le politiche che potrebbero un giorno far avverare questa distopia.
Spesso si ritiene che il risorgente antisemitismo possa essere il primo passo verso il ritorno del nazismo al potere. Il totalitarismo mondiale venne paventato anche in caso di espansione del regime stalinista sovietico, che pure aveva combattuto il nazismo, ma che finì per prenderne il posto nell'immaginario collettivo occidentale. Anche la predominanza della Germania nell'Unione Europea è stata definita dagli euroscettici come mirante al Quarto Reich.

## Ipotesi politiche

### Unione europea
Tra i paesi o federazioni accusate di voler ricreare l'ordine nazista v'è l'Unione europea. Chi accusa l'UE di complotti mondiali o contrariamente di debolezza e fragilità interna si trova nei movimenti euroscettici, che designano non un odio contro l'entità ma uno scetticismo nei suoi confronti riguardo alle politiche economiche interne, immigrazione e relazioni interculturali, ritenuta strumento di controllo.

### USA e mondo "occidentale"
Piergiorgio Odifreddi dichiara che la politica degli Stati Uniti, interna ed esterna, sia caratterizzata da autoritarismo, razzismo e bellicismo non inferiori a quelle del Reich nazista.
L'ultima teoria è stata in origine la base per un libro di Francis Parker Yockey, Imperium: The Philosophy of History and Politics (1947); grazie al quale si è poi estesa nei circoli neonazisti.

## Nella cultura di massa

### Cinema
- The Fourth Reich (1990), regia di Manie van Rensburg
- Fourth Reich (2008), regia di Sree Ganesh
- The Fourth Reich (2011), regia di Joel Kaye e Jay Lee
- Dead Walkers: Rise of the 4th Reich (2013), regia di Philip Gardiner
- Operazione Valchiria 2: L'alba del Quarto Reich (2016), regia di Claudio Fäh

### Televisione
- Lois & Clark - Le nuove avventure di Superman - 3x09 - Superman e il Quarto Reich

### Musica
- Fabrizio De André, nella canzone La domenica delle salme, dall'album Le nuvole (1990), nomina un ipotetico Quarto Reich: la scimmia del quarto Reich / ballava la polka sopra il muro / e mentre si arrampicava / le abbiamo visto tutti il culo. Il cantante genovese, in questi versi, scritti poco dopo la caduta del muro di Berlino, volle esprimere la sua preoccupazione per un nuovo totalitarismo strisciante, oltre che per la recente profanazione di cimiteri ebraici tedeschi ad opera di neonazisti.[8]
- Il cantante Luca Abort, della band Nerorgasmo, affermò che il nazismo aveva vinto, ed il mondo era già un nuovo Terzo Reich.[9]
- 4th Reich è il titolo di una canzone del gruppo finlandese Stratovarius incisa nell'album Dreamspace.
- Nuovo Reich  è il titolo di una canzone del rapper Elecktrike contenuta nell’album Metal Rage .

### Letteratura
- Nel romanzo Metro 2033 di Dmitrij Gluchovskij, il Quarto Reich è uno degli stati della Metropolitana di Mosca. Il suo simbolo è una svastica a tre punte.
- Ne Il fascismo eterno, capitolo del saggio Cinque scritti morali, di Umberto Eco, l'autore fa riferimento al "populismo qualitativo" contemporaneo tipico dei mezzi di comunicazione di massa moderni, cioè "Tv e Internet", che ha affinità con il fascismo del Ventennio. Infatti, nel "populismo qualitativo" (caratteristico anche delle dittature), gli individui in quanto individui non hanno diritti e il “popolo” viene inteso come una qualità, un’entità monolitica che manifesta una “volontà comune”. Siccome nessuna quantità di esseri umani può disporre di una volontà comune, il leader pretende di essere il loro interprete. In questa prospettiva si delinea l'Ur-Fascismo, ossia il fascismo eterno[10].